# Sappenpanzer

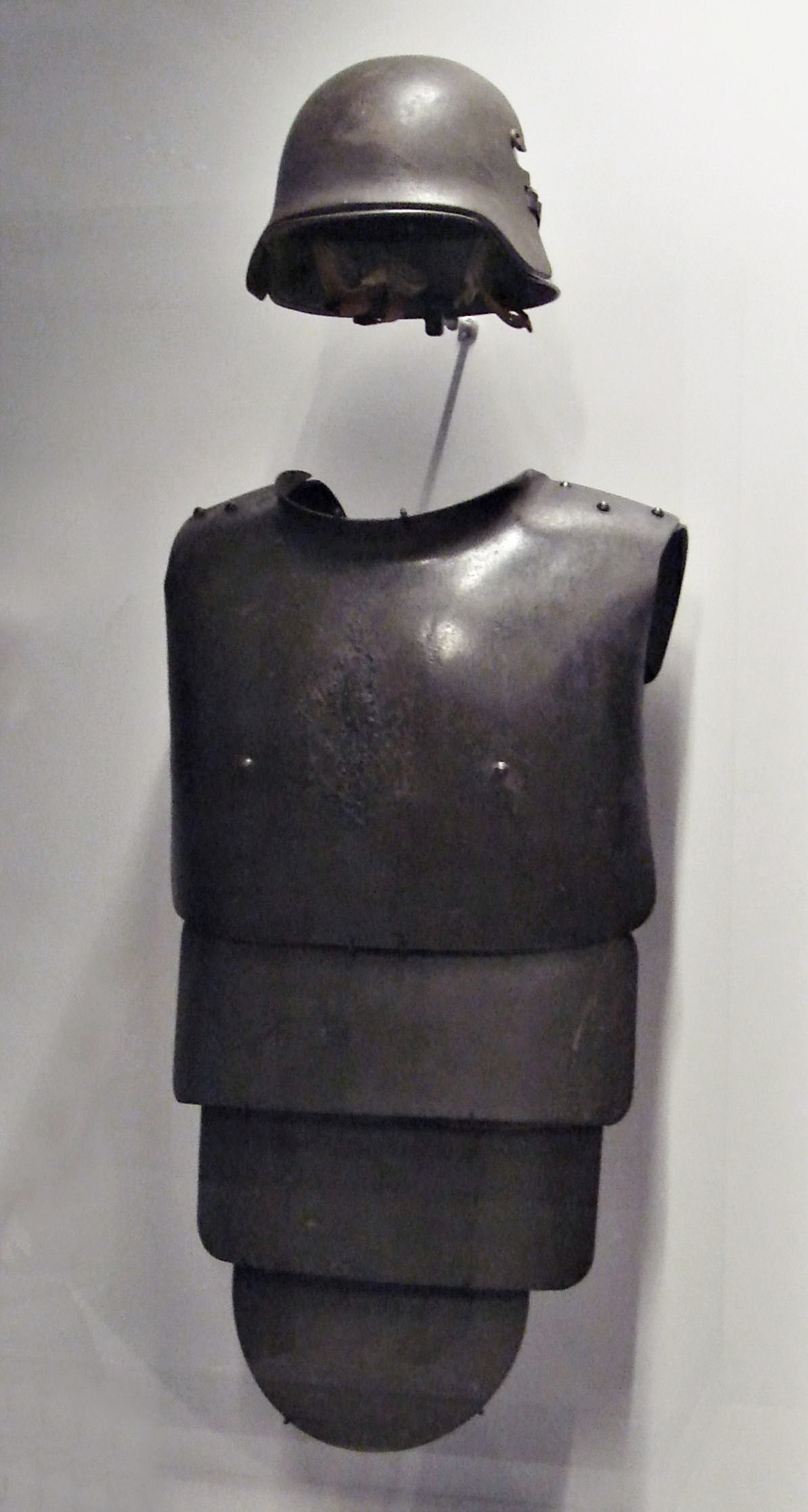
Sappenhelm und -panzer

Der Sappenpanzer (auch Sappeurpanzer oder Tranchée-Harnisch) ist eine europäische Rüstung des 16., 17. und 20. Jahrhunderts. Er wurde von den Sappeuren getragen, die bei einer Belagerung die benötigten Laufgräben (Sappen) aushoben. Während in dieser Periode die Nutzung von Rüstungen durch Kavallerie und Infanterie zugunsten besserer Beweglichkeit abnahm, nutzten die Sapeure die schweren Rüstungen weiterhin. Die Sappeure waren durch gegnerischen Beschuss besonders gefährdet und trugen deshalb schwere Sappenpanzer und Sappenhelme. In der Regel hingen am Bruststück zwei breite Bauchreifen oder Beintaschen. Am Rückenstück befanden sich angenietete Schulterriemen, welche man am Bruststück befestigen konnte.
Um einen Qualitätsnachweis zu erbringen, wurden diese Panzer nach der Fertigung mit einer Muskete beschossen. Die Aufschlagstellen der Beschussprobe sieht man bei einzelnen Stücken heute noch, da diese als eine Art Qualitätssiegel nicht wieder entfernt wurden.
Die Bezeichnung Sappenpanzer wurde auch für den im Ersten Weltkrieg entwickelten deutschen Infanteriepanzer verwendet.